# Anastassios Kakos
Anastassios Kakos (født 15. august 1970, græsk: Αναστάσιος Κάκος) er en græsk fodbolddommer. Han har dømt internationalt under det internationale fodboldforbund FIFA siden 2008, hvor han er indrangeret som kategori 2-dommer, der er det tredjehøjeste niveau for internationale dommere. Han blev rykket op i kategori 2 i 2010. Han dømmer under UEFA Europa League 2012-13

## Kampe med danske hold
- Den 29. september 2011: Gruppespil i Europa League: Standard Liège – FC København 3-0.[2]